# Château de Chassaings
Le château de Chassaings   est situé à Charmeil, en France.

## Localisation
Le château est situé sur la commune de Charmeil, dans le département de l'Allier, en région Auvergne-Rhône-Alpes. 

## Description
Le château de Chassaings a été restauré. Il se compose d'un sous-sol, d'un étage carré et un étage de comble. Le gros œuvre en pierre, pisé et  enduit, élévation à travées surmontée d'un toit conique, toit à longs pans brisés et toit en pavillon recouverts d'ardoise[source insuffisante]. 

## Historique
Le château date probablement de la première moitié du XIXe siècle, il figure sur le cadastre de 1839. Durant la Seconde Guerre mondiale il fut transformé en hôtel et servit en 1939-1940 de bureaux à des services du ministère de l'air. Il est recensé à l'inventaire général du patrimoine culturel.